# Es Bòrdes
Es Bòrdes är en kommun i Spanien.   Den ligger i provinsen Província de Lleida och regionen Katalonien, i den nordöstra delen av landet, 400 km nordost om huvudstaden Madrid. Antalet invånare är 238. Arean är 21,4 kvadratkilometer. Es Bòrdes gränsar till Arres, Vilamós, Vielha e Mijaran och Bagnères-de-Luchon. 
Terrängen i Es Bòrdes är bergig åt nordost, men åt sydväst är den kuperad.
Es Bòrdes delas in i:
- Arró